# Les Arsures
Les Arsures ist eine französische Gemeinde im Département Jura in der Region Bourgogne-Franche-Comté. Sie gehört zum Arrondissement Dole und zum Kanton Arbois. 

## Lage
Das Gemeindegebiet wird vom Flüsschen Larine durchquert.
Die Nachbargemeinden sind Mouchard im Norden, Aiglepierre im Osten und im Süden, Montigny-lès-Arsures im Süden und im Westen sowie Villeneuve-d’Aval im Nordwesten.

## Bevölkerungsentwicklung
| Jahr                       | 1962 | 1968 | 1975 | 1982 | 1990 | 1999 | 2008 | 2017 |
| -------------------------- | ---- | ---- | ---- | ---- | ---- | ---- | ---- | ---- |
| Einwohner                  | 142  | 132  | 137  | 158  | 205  | 212  | 233  | 230  |
| Quellen: Cassini und INSEE |      |      |      |      |      |      |      |      |

## Wirtschaft
Les Arsures ist Teil des Weinanbaugebietes Jura und berechtigt zur AOC Arbois.

## Sehenswürdigkeiten
- Kirche Saint-Grégoire

## Belege

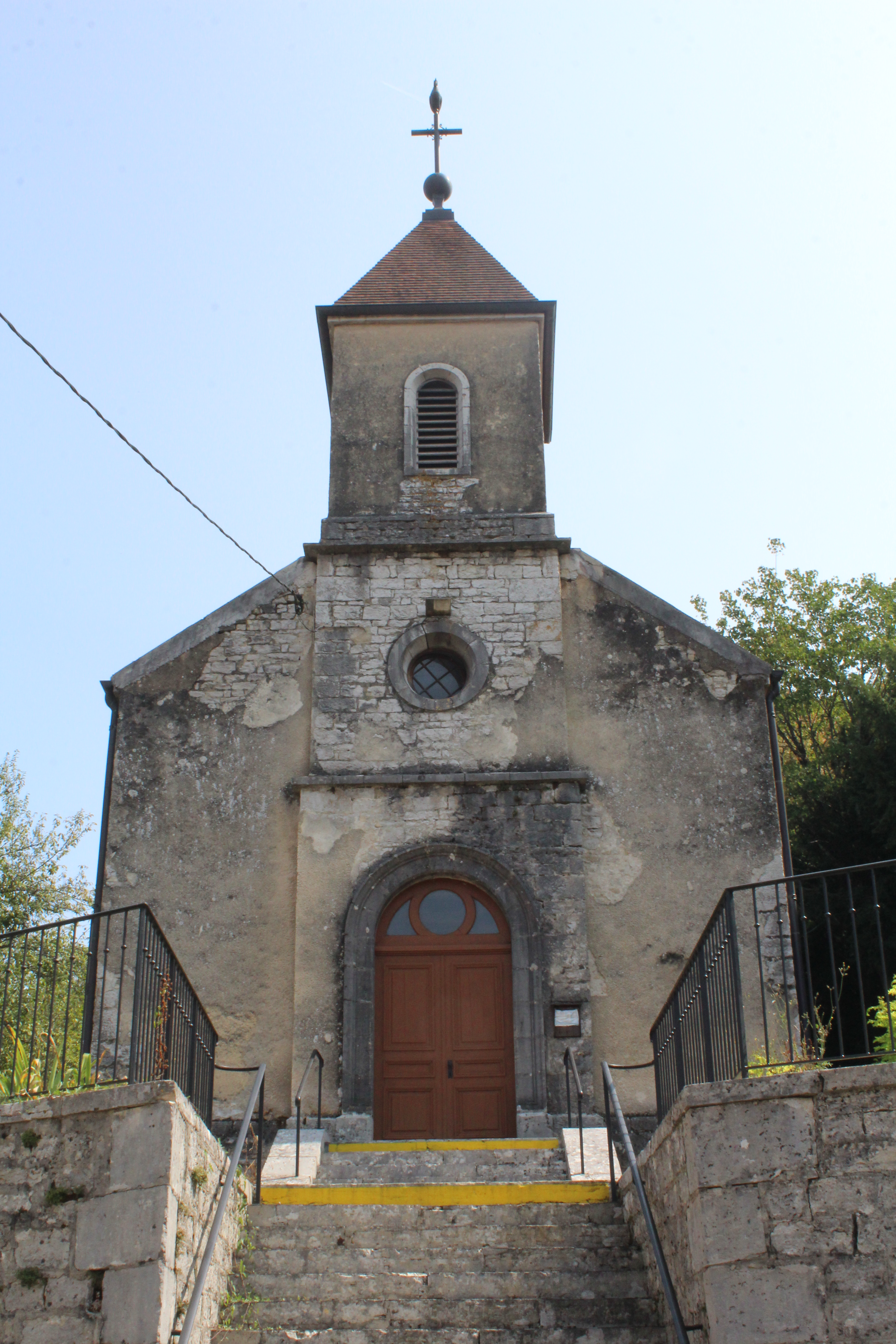
Kirche Saint-Grégoire

1. ↑  Dekret des Ministeriums für Landwirtschaft, Ernährung, Fischerei vom 14. Oktober 2009 (Memento des Originals vom 4. September 2014 im Internet Archive)  Info: Der Archivlink wurde automatisch eingesetzt und noch nicht geprüft. Bitte prüfe Original- und Archivlink gemäß Anleitung und entferne dann diesen Hinweis.